# یونیون (ویرجینیا)
یونیون (به انگلیسی: Union) یک منطقهٔ مسکونی در ایالات متحده آمریکا است که در شهرستان فلوید، ویرجینیا واقع شده‌است.